# Maksim Semakin
Bản mẫu:Western Slavic name
Maksim Valeryevich Semakin (tiếng Nga: Максим Валерьевич Семакин; sinh ngày 26 tháng 10 năm 1983) là một cầu thủ bóng đá người Nga. Anh thi đấu cho FC Yenisey Krasnoyarsk.